# Susan Husseyová
Susan Husseyová, baronka Husseyová z North Bradley, GCVO (narozena 1. května 1939) byla dvorní dámou-společnicí (viz úřad Woman of the Bedchamber) na dvoře britské panovnice Alžběty II. a nyní spadá pod krále Karla III.

## Biografie
Lady Susan Katharine Waldegraveová se narodila jako pátá a nejmladší dcera 12. hraběte Waldegravea. Dne 25. dubna 1959 se provdala za Marmaduka Husseyho (pozdějšího předsedu guvernérské rady BBC) a mají spolu dvě děti, Jamese Arthura (narozen 15. srpna 1961) a Katherine Elizabeth (narozena 1. února 1964).
Její manžel byl povýšen na doživotního peera jako baron Hussey z North Bradley v roce 1996.
Lady Husseyová z North Bradley je sestrou lorda Waldegravea z North Hillu, 13. hraběte Waldegravea, doživotního peera a dřívějšího ministra kabinetu Konzervativců.
Je známá jako Lady Susan Husseyová ve funkci úřadu “Woman of the Bedchamber”, a je kmotrou prince Williama, vévody z Cambridge.
Její manžel, lord Hussey, zemřel 27. prosince 2006 ve věku 83 let.
Je Dámou-komturem Královského Viktoriánského Řádu (DCVO) a v rámci výročních poct k narozeninám v roce 2013 byla také jmenována Dámou-nositelkou Velkokříže Královského Viktoriánského Řádu (GCVO).